# Aleksei Ribalkin
Aleksei Ribalkin (en rus Алексей Рыбалкин) (Taganrog, 16 de novembre de 1993) és un ciclista rus professional des del 2012 i actualment a l'equip Gazprom-RusVelo.

## Palmarès
- 2011
  - 1r a la Volta a Ístria i vencedor de 2 etapes
  - Vencedor d'una etapa a la Volta al Besaia
- 2012
  - 1r a la Volta al Bidasoa i vencedor de 2 etapes

### Resultats al Giro d'Itàlia
- 2016. 106è de la classificació general